# Alamagan
Alamagan est une île volcanique des îles Mariannes du Nord.

## Histoire
La dernière éruption connue et certaine de ce stratovolcan remonte en 870 ap. JC., avec une incertitude de plus ou moins 100 ans.
Des éléments laissent penser cependant que d'autres éruptions auraient pu survenir. La dernière éruption incertaine remonterait à 1887.
L'île porte des traces anciennes de la civilisation chamorro. Elle a été peuplée sporadiquement jusqu'à nos jours. Le recensement américain de 2000 dénombrait 6 habitants sur Alamagan. Ils étaient 7 en 2005.
Le typhon Choi-Wan de septembre 2009 a contraint les habitants à évacuer l'île pour se réfugier sur l'île de Saipan, à 270 kilomètres plus au sud. L'année suivante, les habitants n'étaient pas retournés chez eux, l'île restant déserte.